# مقعد المرحاض

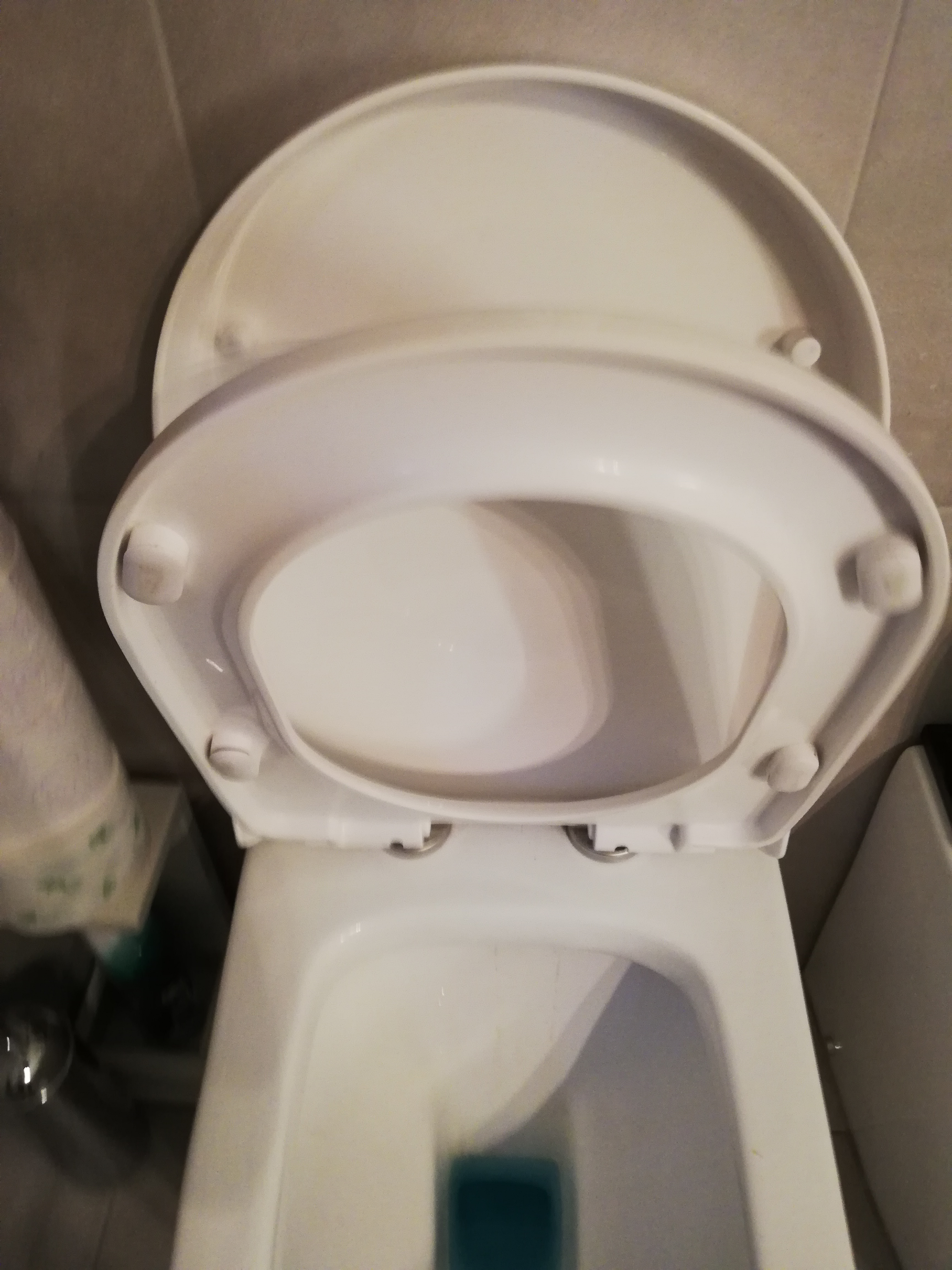

مقعدة المرحاض: هي وحدة متمحورة تتكون من مقعد مفتوح دائري أو بيضاوي، وعادةً تحتوي على غطاء، والتي يتم تثبيتها على وعاء المرحاض المستخدم في وضعية الجلوس (على عكس مرحاض الربض). تستخدم معقد المرحاض في المراحيض الجافة أو المراحيض الدافقة. يتكون مقعدة المرحاض من المقعد نفسه، والذي يمكن تحديده ليجلس عليه المستخدم، والغطاء، الذي يغطي المرحاض عندما لا يكون قيد الاستخدام - قد يكون الغطاء غائبا في بعض الحالات، خاصة في الحمامات العامة.

## الاستخدام
يتم رفع المقعد بشكل عام عندما يقف رجل للتبول، أو أثناء تنظيف المرحاض. مسألة ترك الرجال للمقعد أو إعادته بعد الاستخدام (خاصة لصالح النساء)، هو موضوع دائم النقاش ودعابة الحفيفة؛ مع القول في كثير من الأحيان أن تترك مقعد مرحاض مرفوع أكثر كفاءة للرجال، ولكن وضعه للاسفل أكثر مراعاة للنساء. غالباً ما تحتوي مقاعد المراحيض على غطاء. وكثيراًما يترك هذا الغطاء مفتوحاً.يمكن غلقها لمنع الأشياء الصغيرة من السقوط، أو لتقليل الروائح، أو الأعراض الجمالية، أو لتوفير كرسي في غرفة المرحاض. تظهر بعض الدراسات ان إغلاق الغطاء يمنع انتشار الشهباء الجوي عند تدفيق الماء («عمود المرحاض») الذي قد يكون مصدرا للانتقال الأمراض. مقعد المرحاض مفتوح المقدمة يشترط قانون السباكة الموحد للميكانيكيين وسباكين، قسم 409.2.2، أن تكون «جميع مقاعد خزانة المياة، بإستثناء تلك الموجودة داخل الوحدات السكنية أو للاستخدام الخاص، من النوع الأمامي المفتوح». هناك استثناء للمراحيض مع موزع غطاء مقعد مرحاض تلقائي. يتبع هذا القانون معظم السلطات العامة، وتحتوي العديد من المراحيض العامة على مقاعد تواليت أمامية مفتوحة (مسمى أيضا«المقاعد المقسمة»). الغرض من تصميم المقعد هذا هو منع الاعضاء التناسلية من الاتصال بالمقعد. كما انه يحذف منطقة من المعقد ممكن ان تكون ملوثة بالبول، وتجنب الاتصال لتسهيل المسح.

## الاختلافات
يتم تصنيع مقاعد المراحيض بمجموعة من الأنماط والألوان المختلفة، وقد تكون مفروشة على عكس المرحاض نفسه. عادتا ما يتم بناؤها لتناسب شكل وعاء المرحاض: مثالان على ذلك هو كونهما الوعاء المدود والوعاء العادي. بعض مقاعد المرحاض تم تجهيزها بمفاصل تغلق ببطء لتقليل الضوضاء عن طريق منعها من الانزلاق على الوعاء. بعض المقاعد مصنوعة من أنواع مختلفة من المواد الخشبية، مثل البلوط أو الجوز، والبعض الآخر يصنع ناعما لاضافة الراحة. هناك مقاعد تأتي مع تصاميم مطبوعة متعددة الألوان، مثل الوردية أو الورقية، التي أصبحت موضة في بعض الأوقات. تصميمات أخرى مصنوعة من البلاستيك الشفاف، وتغلف العناصر الزخرفية الصغيرة مثل الاصداف أو العملات المعدنية. يختلف سعر مقاعد المرحاض بشكل كبير. أغطية المنسوجان الزخرفية لغطاء مقعد المرحاض دخلت وخرجت من الموضة. يدعي المؤيدون أنها تسمح باستخدام المرحاض كمقعد أكثر راحة ويوفر طريقة أخرى لتزيين الحمام، في حين يرى النقاد أنها مشكلة في التعقيم والتي تؤدي إلى عمل غير ضروري. تحتوي بعض المراحيض المعدنية، مثل تلك الموجودة في العديد من الحبس والسجون، على مراحيض مدمجة لا يمكن إزالتها، بحيث لا يستطيع النزيل تحويلها إلى سلاح أو درع أو أداة هروب.

## تعديل المرحاض بدون مقعد
لا يوجد مقعد مرحاض بدون مقعد. قد تكون أكثر نظافة وأسهل للتنظيف من مقاعد المرحاض، في حين أن الحافة الصلبة وهيكلية لوعاء المرحاض الخزفي لا تزال تسمح بالجلوس. المستخدمون الذين لا يدركون إمكانية الجلوس على هذا النوع من المرحاض قد يحومون.
والحقيقة ان هناك العديد من شركات تنظيف المراحيض وتعديل المرحاض بدون مقعد خاصة في بعض الدول الخليجية والروسية، فمثلاً نجد شركة تنظيف بالاحساء أحد أفضل شركات الموجودة حاليًا بالمملكة العربية السعودية

## تعديل التدفئة
قد تشمل مقاعد المرحاض عالية التقنية على العديد من الميزات، بما في ذلك مقعد مدفأ وشطاف ومجفف. المقاعد ذات التقنية العالية هي الأكثر شيوعا في اليابان، حيث يطلق على المقعد الذي يحتوى على شطاف مدمج بشكل عام اسم المغسل نسيتا لعلامة تجارية معينة. أصبحت مقاعد المراحيض التي يتم تسخينها كهربائيا شائعة في اليابان منذ السبعينات. نظرا لان الحمامات اليابانية غالبا ما تكون غير مدفأة، فأن كرسي المرحاض يتضاعف أحياناً كسخان للمكان. يرجع تاريخ العطاءات المتكاملة الي حوالي عام 1980، وقد أصبحت شائعة جدا في اليابان منذ ذلك الحين، وأصبحت أكثر شيوعا في معضم البلدان المتقدمة الأخرى.
كانت المقاعد التي يتم تسخينها بالماء قيد الاستخدام في المنازل الملكية البريطانية في القرن العشرين. تم تصنيع أول مقعد مرحاض مدفأ كهربائيا بواسطة سيريل ريجينالد كلايتون في شارع ليونارد على بحر في ساسكس. تم تقديم براءة الاختراع البريطانية في 5 يناير 1959، تم تقديمها في 4 يناير 1960 ومنحت في أغسطس 1963 (برائة الاختراع البريطانية رقم 934209). النموذج الأول، «ديلوكس»، مصنوعة من الألياف الزجاجة مع عنصر التسخين في الغطاء يتم تشغيله بواسطة مفتاح زئبقي يسخن المقعد عندما يكون الغطاء لاسفل. تم إجراء تحسينات لاحقة وطلب براءة اختراع أخرى في المملكة المتحدة، هذه المرة لنموذج إزالة الروائح مع حروحة متكاملة في 20 مايو 1970. تم منحه في 17 مايو 1972(براءة الاختراع البريطانية رقم 1260402). تم تسويق هذا النموذج في البدايات باسم «دودار»، وتم بيعه لاحقا باسم «جاهز التدفئة». من بين المستخدمين الأوائل لديلوكس كان سائق السباقات ستيرلينغ موس. بإذن من ريجينالد كلايتون، تم تطوير المقعد الذي يتم تسخينها كهربائيا من قبل شركة ماتسوشيتا اليابانية. في عام 1993، اخترع مات دي روبرتو من ورسيستر، ماساتشوستس معقد المرحاض المبطن، في بدايا التسعينات.

## وصلات خارجية
- An examination of the toilet seat up vs down scenario by Hammad Siddiqi
- Isotope Comics نسخة محفوظة 4 مارس 2021 على موقع واي باك مشين. in San Francisco - home of the Comics Rockstar Toilet Seat Museum
- The Troublesome Toilet Seat: Up or Down? Three Schemes